# 오우치촌 (도치기현 나스군)
오우치촌(大内村)은 도치기현의 동부 나스군에 속했던 촌이다. 현재의 나카가와정에 해당한다.

## 역사
- 1889년 4월 1일 - 정촌제 시행에 의해 나스군 오우치촌이 성립하였다.
- 1954년 7월 1일 - 바토정, 무모촌, 오야마타촌과 합병해 새로운 바토정이 신설되었다.

## 참고문헌
- 『栃木県町村合併誌 第二巻』 栃木県、1955年4月。